# Friedrich Wilhelm Wulff (Schriftsteller)
Friedrich Wilhelm Wulff, auch Friedrich Willibald Wulff, (6. Januar 1837 in Hamburg – 25. April 1898 ebenda) war ein deutscher Dichter und Operettenlibrettist sowie Redakteur und Verleger von Publikumszeitschriften, die im 19. Jahrhundert einige Bedeutung hatten.
Er wurde am 6. Januar 1837 als Sohn des Lyrikers W. Wilibald, mit bürgerlichem Namen Joachim Wilhelm Wulff (1807–1893), in Hamburg geboren. Nach Abschluss des Gymnasiums und einer Buchhändlerlehre ging er 1855 nach Berlin, um dort Philosophie und Geschichte zu studieren. Schon zwei Jahre später aber kehrte er nach Hamburg zurück und betätigte sich fortan als Schriftsteller, insbesondere in belletristischen Zeitschriften wie den Nordischen Blättern (die er von Oktober 1857 bis November 1858 auch redigierte). Im Jahre 1862 übernahm er die Redaktion der „Unterhaltungsjournale“ Jahreszeiten und Lesefrüchte, im Jahre 1869 dann die Hamburger Novellenzeitung, bei der er fünf Jahre später auch einer der Verleger wurde.
Wulff engagierte sich für die Hamburger Theaterszene, war Beirat des Hamburger Stadttheaters und wirkte als Dramaturg am Thalia-Theaters. Einige Bekanntheit erlangte er für seine Textvorlage zur Operette Farinelli über den berühmtesten Kastraten der Barockzeit, die von Hermann Zumpe vertont wurde.